# Hoa hậu Thế giới 1966

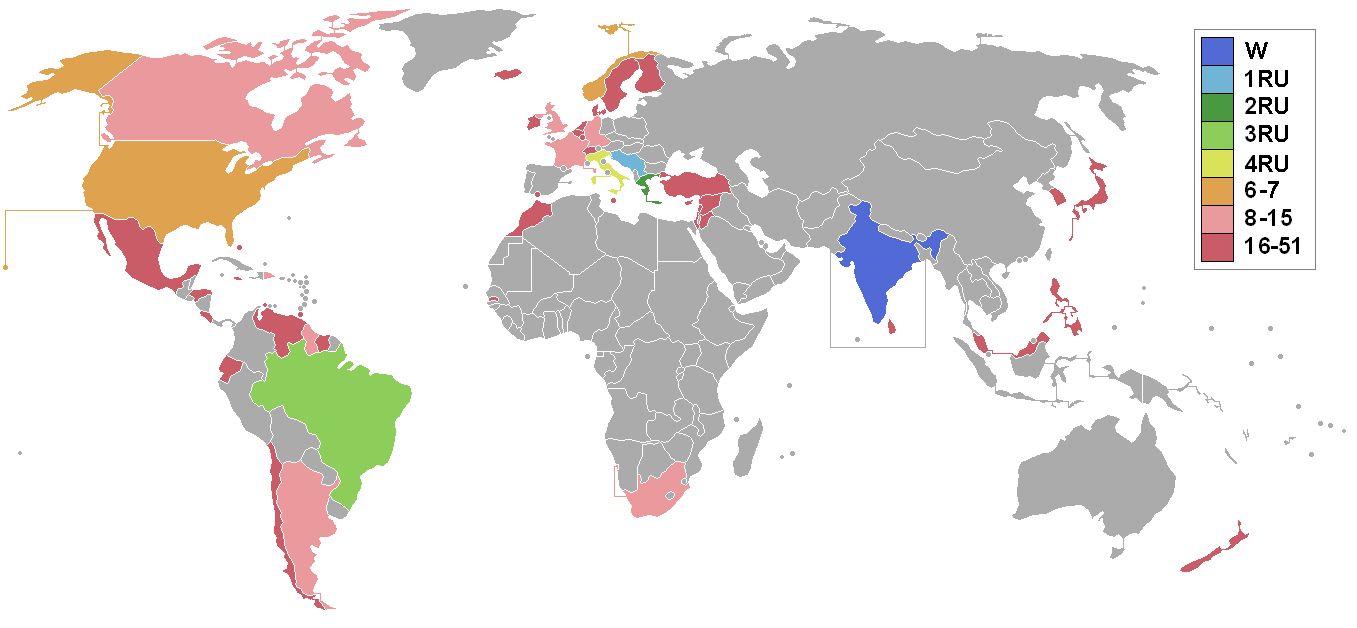
Các quốc gia và vùng lãnh thổ tham dự cuộc thi và kết quả

Hoa hậu Thế giới 1966, là cuộc thi Hoa hậu Thế giới lần thứ 16, người chiến thắng là Reita Faria đại diện cho Ấn Độ. Cuộc thi diễn ra tại nhà hát Lyceum, Luân Đôn, Vương quốc Anh vào ngày 17 tháng 11 năm 1966.

## Kết quả
| Kết quả               | Thí sinh |
| --------------------- | --- |
| Hoa hậu Thế giới 1966 | - Ấn Độ – Reita Faria |
| Á hậu 1               | - Nam Tư – Nikica Marinovic |
| Á hậu 2               | - Hy Lạp – Efi Fontini Plumbi |
| Á hậu 3               | - Brazil – Marlucci Rocha |
| Á hậu 4               | - Ý – Gigliola Carbonara |
| Top 7                 | - Na Uy – Birgit Andersen - Hoa Kỳ – Denice Estelle Blair |
| Top 15                | - Argentina – Graciela Guardone - Canada – Diane Coulter - Cộng hòa Dominica – Jeanette Dotel - Pháp – Michèle Boulé - Tây Đức – Jutta Danske - Guyana – Umblita Van Sluytman - Nam Phi – Johanna Carter - Vương quốc Anh – Jennifer Summers |

## Thí sinh
- Argentina - Graciela Guardone
- Aruba - Reina Patricia Hernandez
- Bahamas - Dorothy Cooper
- Bỉ - Mireille de Man
- Brazil - Marlucci Manvailler Rocha
- Canada - Diane Coulter
- Ceylon - Priscilla Martensyn
- Chile - Amelia Galaz
- Costa Rica - Sonia Mora
- Síp - Annoula Alvaliotou
- Đan Mạch - Irene Poller Hansen
- Cộng hòa Dominica - Jeanette Dotel Montes de Oca
- Ecuador - Alejandra Vallejo Klaere
- Phần Lan - Marita Gellman
- Pháp - Michèle Boulé
- Gambia - Oumie Barry
- Đức - Jutta Danske
- Gibraltar - Grace Valverde
- Hy Lạp - Efi Fontini Ploumbi
- Guyana - Umblita van Sluytman
- Hà Lan - Anneke Geerts
- Honduras - Danira Miralda Buines
- Iceland - Audur Hardardóttir
- Ấn Độ - Reita Faria
- Ireland - Helen McMahon
- Israel - Segula Gohr
- Ý - Gigliola Carbonara
- Jamaica - Yvonne Walter
- Nhật Bản - Harumi Kobayashi
- Jordan - Vera Jalil Khamis
- Hàn Quốc - Chung Eul-sun
- Lebanon - Marlene Talih
- Luxembourg - Mariette Sophie Stephano
- Malaysia - Merlyn Therese McKelvie
- Malta - Monica Sunnura
- México - Maria Cecilia González DuPress
- Maroc - Naima Naim
- New Zealand - Heather Gettings
- Na Uy - Birgit Andersen
- Philippines - Vivien Lee Austria
- Nam Phi - Johanna Maud Carter
- Suriname - Linda Haselhoef
- Thụy Điển - Gun-Inger Anna Andersson
- Thụy Sĩ - Janine Solliner
- Syria - Firial Jalal
- Trinidad & Tobago - Diane DeFreitas
- Thổ Nhĩ Kỳ - Inci Asena
- Vương quốc Anh - Jennifer Lowe Summers
- Hoa Kỳ - Denice Estelle Blair
- Venezuela - Jeannette Kopp Arenas
- Nam Tư - Nikica Marinovic